# Ronald Desruelles
Ronald Desruelles (Bélgica, 14 de febrero de 1955-1 de noviembre de 2015) un atleta belga especializado en la prueba de 60 m, en la que consiguió ser medallista de bronce mundial en pista cubierta en 1985.

## Carrera deportiva
En los Juegos Mundiales en Pista Cubierta de 1985 ganó la medalla de bronce en los 60 metros, con un tiempo de 6.68 segundos, tras el canadiense Ben Johnson (oro con 6.62 segundos) y el estadounidense Sam Graddy.